# NGC 5846A
NGC 5846A is een elliptisch sterrenstelsel in het sterrenbeeld Maagd. Het hemelobject werd op 24 februari 1786 ontdekt door de Duits-Britse astronoom William Herschel.

## Synoniemen
- MCG 0-38-26
- PGC 53930